# Can't Slow Down
Can't Slow Down és el segon disc en solitari del cantant nord-americà de R&B Lionel Richie, aparegut l'11 d'octubre de 1983. L'àlbum va arribar al número 1 del Billboard el mes de desembre i s'hi va estar durant tres setmanes, a més d'estar 59 setmanes consecutives al top 10 i durant tres anys en el top 200. Va ser el tercer àlbum més venut del 1984. A l'any següent va guanyar un Grammy a l'àlbum de l'any. Can't Slow Down ha estat certificat Diamond per la RIAA, venent més de 10 milions de còpies.
El tema Hello va ser versionat per Me First and the Gimme Gimmes en l'àlbum Take a Break. També fou versionat per Paul Anka a l'àlbum Rock Swings.

## Llistat de pistes
1. "Can't Slow Down" (David Cochrane, Richie) – 4:43
2. "All Night Long (All Night)" (Richie) – 6:25
3. "Penny Lover" (Brenda Harvey Ritchie, Richie) – 5:35
4. "Stuck On You" (Richie) – 3:15
5. "Love Will Find A Way" (Greg Phillinganes, Richie) – 6:16
6. "The Only One" (David Foster, Richie) – 4:24
7. "Running With the Night" (Richie, Cynthia Weil) – 6:02
8. "Hello" (Richie) – 4:11